# 待たせてSorry
『待たせてSorry』は、1983年6月1日にビクター音楽産業から発売された、野村義男のデビュー・アルバム。

## 収録曲

### オリジナル盤
- SIDE A

1. 待たせてSorry
作詞：橋本淳／作曲：山本寛太郎／編曲：鷲巣詩郎
2. 21世紀クラブ
作詞：橋本淳／作曲：山本寛太郎／編曲：後藤次利
3. めちゃめちゃロックンロール
作詞・作曲：竹中尚人／編曲：後藤次利
4. 君だけにこの愛を
作詞：橋本淳／作曲：山本寛太郎／編曲：井上鑑

- SIDE B

1. メロディーライン
作詞：橋本淳／作曲：亀井登志夫／編曲：後藤次利
2. 金の靴　銀の靴
作詞：橋本淳／作曲：山本寛太郎／編曲：萩田光雄
3. トラブル
作詞：橋本淳／作曲：山本寛太郎／編曲：後藤次利
4. スペース・ファンタジー
作詞：橋本淳／作曲：山本寛太郎／編曲：井上鑑
5. From the Beginning
作曲：竹中尚人

### 待たせてSorry Complete
- 1986年5月21日発売。
- 9.10.11.はOUTAKES THE GOOD-BYEの収録曲

1. 待たせてSorry
2. 21世紀クラブ
3. めちゃめちゃロックンロール
4. 君だけにこの愛を
5. メロディーライン
6. 金の靴　銀の靴
7. トラブル
8. スペース・ファンタジー
9. Bye-Bye Wedding
作詞：野村義男／作曲・編曲：渡辺敬之
10. OK!決めたぜビーチ
作詞：橋本淳／作曲・編曲：後藤次利
11. プールサイド　ビューティー
作詞：橋本淳／作曲：山本寛太郎／編曲：井上鑑
12. From the Beginning

### 待たせてSorry FINAL edition
- 2004年10月27日発売。
- プールサイド　ビューティー 以降前述の通り、未発表曲も含むボーナストラックとして新たに5曲収録された。

1. 待たせてSorry
2. 21世紀クラブ
3. めちゃめちゃロックンロール
4. 君だけにこの愛を
5. メロディーライン
6. 金の靴　銀の靴
7. トラブル
8. スペース・ファンタジー
9. From the Beginning
10. Bye-Bye Wedding
11. OK!決めたぜビーチ
12. プールサイド　ビューティー
13. 朝の光はおまえに（Original Version）
作詞・作曲：竹中尚人／編曲：後藤次利
14. From the Beginning <DEMO>
作曲・編曲：竹中尚人
  - ジョニー・ルイス&チャーをバックに録音された未発表デモ。1983年3月11日 収録。
15. 待たせてSorry <Rehearsal session on 1983.5.1>
16. めちゃめちゃロックンロール <Rehearsal session on 1983.5.1>
17. トラブル <Rehearsal session on 1983.5.1>
  - 野村義男所有のカセットテープより収録